# Anse Weber

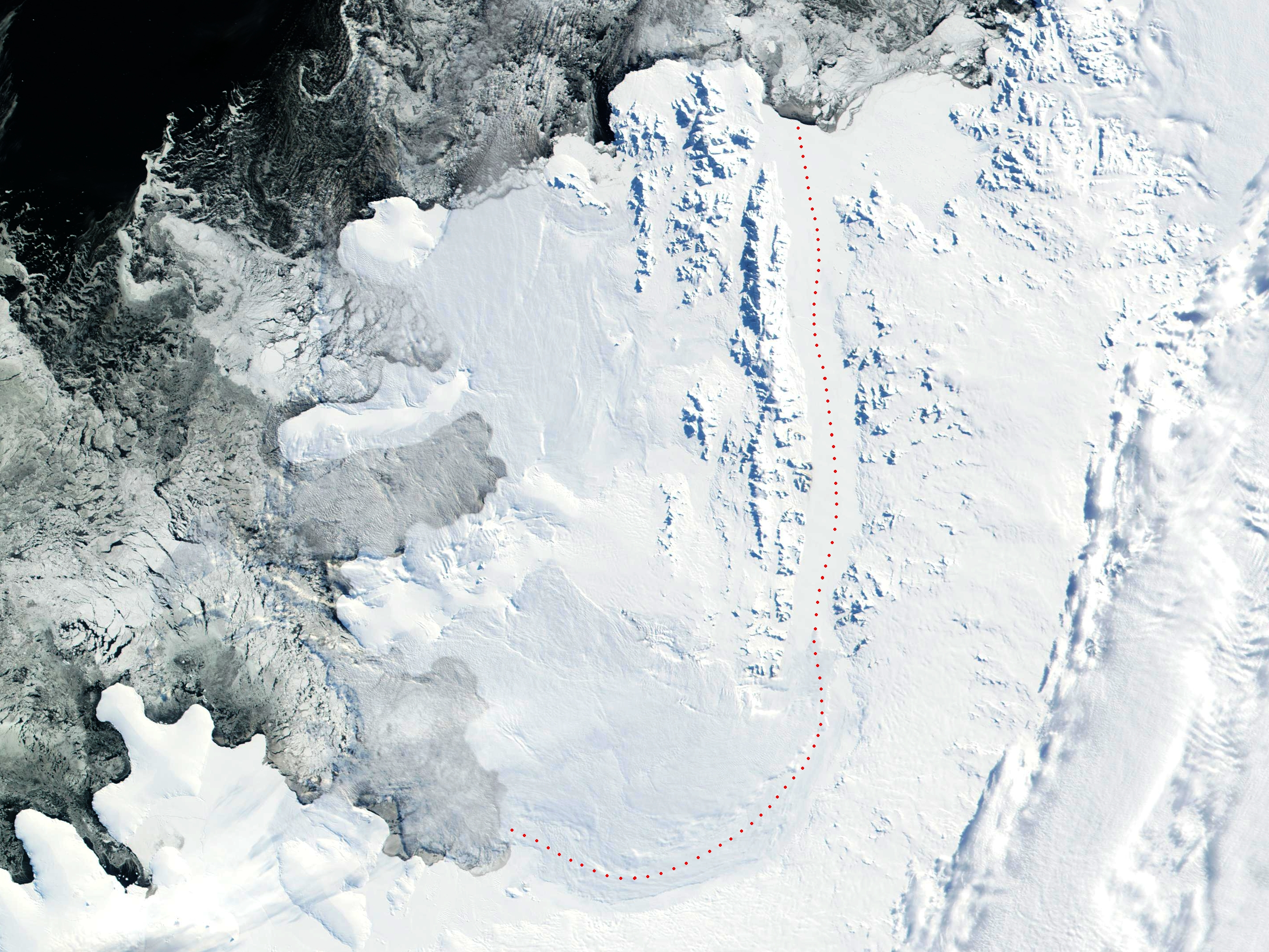
Île Alexandre-Ier (au nord-ouest des pointillés rouges)

L'anse Weber (en anglais Weber Inlet) est une petite baie de glace s'étendant au sud-ouest du dôme Bennett qui indente la partie sud de la péninsule Beethoven et forme l'extrémité nord-ouest de la barrière de glace Bach dans la partie sud-ouest de l'Île Alexandre-Ier en Antarctique.
Elle a été cartographiée pour la première fois par des photos aériennes prises par l'Expédition Ronne en 1947–1948, puis par D. Searle du British Antarctic Survey en 1960, et nommée par le UK Antarctic Place-Names Committee en hommage au compositeur allemand Carl Maria von Weber.